# 마기의 에피소드 목록
이 문서에서는 《마기》의 에피소드에 대해 서술한다.

## 에피소드

### 시즌 1
| 화수 | 부제                                                                               | 방영일           |
| --- | ---------------------------------------------------------------------------------- | ---------------- |
| 1 | 〈알라딘과 알리바바〉(アラジンとアリババ Arajin to Aribaba[*])                     | 2012년 10월 7일  |
| 어떤 파란머리의 어린 소년 알라딘이 어딘가에 갇혀있었다. 그는 비명을 지르며 파란색의 거인 우고에게 자신은 대체 무엇이냐고 물어보았다. 우고는 알라딘을 '마기'라고 불렀으며, '우리들의 왕'이라고 하였고, 알라딘에게 소원을 물어보았다. 알라딘은 바깥 세계에서 노랑 머리의 소년 알리바바와 만났고, 처음에는 알리바바에게 민폐를 끼쳐 미움을 받기도 했다. 민폐를 끼친 그였지만 알리바바에게 큰 도움을 주었으며, 둘은 금방 친해지게 되고 둘만의 모험이 시작된다. |                                                                                    |                  |
| 2 | 〈미궁 조곡〉(迷宮組曲 Danjon Kumikyoku[*])                                        | 2012년 10월 14일 |
| 미궁으로 들어서게 된 알라딘과 알리바바. 알 수 없는 함정과, 괴물들로 목숨을 잃을 뻔했고, 살기 바빴다. 괴물들이 공격해 올 때 알라딘은 우고를 불렀지만, 우고를 부를수록 알라딘은 큰 체력을 소모하게 된다. 그 탓에 알라딘은 체력고갈로 쓰러지고 만다. 알리바바는 쉴 곳으로 알라딘을 데려가 휴식을 취했다. 하지만 미궁에는 둘 뿐만 아닌 다른 누군가들도 들어왔었는데 그것은 바로 티샨의 영주 쟈미르와, 그의 노예인 모르지아나와 고르타스였다. 그들로 인해 알라딘 일행은 미궁 탐험에 방해를 받게 된다. |                                                                                    |                  |
| 3 | 〈창세의 마법사〉(創世の魔法使い Sōsei no Mahōtsukai[*])                           | 2012년 10월 21일 |
| 쟈미르의 방해 속에서도 알라딘과 알리바바는 그들을 따돌리는 데 성공했지만, 결국 알라딘 일행은 쟈미르와 그의 노예들과 만나게 된다. 쟈미르는 자신의 노예 고르타스를 이용하여 알라딘과 알리바바를 공격했고, 알리바바는 모르지아나에게 자신들과 하나가 될 것을 제안했지만, 무시당했으며 오히려 그녀는 알라딘 일행을 공격했다. 그리고 쟈미르의 명령으로 알리바바는 죽을 위기에 처하게 되는데, 그 때 알라딘은 자신의 숨겨진 힘을 해방했고, 그 힘으로 모르지아나와 쟈미르를 제압했다. 그 때 우고와 비슷해 보이는 푸른 진, '아몬'이 등장하게 되고 그는 알라딘을 숭배하는 듯한 자세를 보인다. 이 때 바깥 세계에서의 누군가가 미궁의 출구를 닫으려고 했고, 아몬은 탈출할 출구를 일시적으로 개방시켰다. 알라딘과, 알리바바, 모르지아나 셋이서 그 탈출할 출구에 노이게 되고, 쟈미르와 고르타스는 파괴되는 미궁 속에서 생을 마감한 것으로 보인다. |                                                                                    |                  |
| 4 | 〈초원의 민족〉(草原の民 Sōgen no Tami[*])                                         | 2012년 10월 28일 |
| 미궁을 공략하는 데 성공한 알리바바는 미궁의 보물로 인해 부자가 되었고, 그것으로 모르지아나를 비롯한 노예들을 전부 해방시켰다. 하지만, 그는 알라딘과 떨어져 있어서 기쁘지 않았다. 한편 알라딘은 정체 모를 초원에 놓여 있었으며, 놓여있는 그를 어떤 할머니가 데리고 갔다. 그 할머니는 황아 일족의 족장이다. 한 때 황아 제국이였으나, 제국은 멸망하게 되었고 그 후예가 일족을 이루어 생활하고 있다. 그들은 자신들의 힘으로 살아가길 원하지만, 갑작스런 황 제국의 침입과 위협으로 인해 전쟁으로 이어질 위기에 놓였고, 할머니는 끝까지 전쟁에 대해 반대했다. 알라딘은 어떻게 해서든 황 제국의 연백영을 찾아가서 황아 일족을 죽이지 말아 달라고 부탁했고, 연백영은 절대로 해치지 않을 것을 약속했다. 그렇지만 황 제국으로 인해 황아 일족은 납치를 당하거나, 할머니가 화살에 쏘이는 등 좋지 않은 일만 발생했고, 연백영은 직접 황아 일족을 찾아가기로 했고, 황 제국과 황아 일족의 갈등은 해결하게 되었지만 그 후의 해결되지 못한 갈등이 남았다. |                                                                                    |                  |
| 5 | 〈미궁 공략자〉(迷宮攻略者 Danjon Kōryakusha[*])                                   | 2012년 11월 4일  |
| 연백영은 자신의 부하인 여재의 반격으로 인해 목숨에 위협을 느꼈고, 권력마저 빼앗기고 만다. 그는 전쟁을 원하는 것이다. 연백영이 죽을 위기에 놓였을 때 알라딘이 등장하여 연백영을 구해주었다. |                                                                                    |                  |
| 6 | 〈전투민족 파나리스〉(戦闘民族ファナリス Sentō Minzoku Fanarisu[*])                | 2012년 11월 11일 |
| 모르지아나는 새로운 동료가 생겼다. 그러나 그녀의 목표는 고향으로 돌아가는 것. 그러나 그녀가 가야 할 길에는 도적들이 있었고, 그녀는 수많은 도적들을 쓰러뜨리는 데는 성공하였으나, 독수리의 발톱으로 인해 기절하였다. 그녀는 이미 노예 상인에게 끌려갔다. 그녀가 눈을 떴을 때는 꼬마와 같이 어두운 곳에 갇혀 있었고, 그녀는 꼬마와 모두를 해방시키겠다고 다짐했다. 그러나 노예 상인은 꼬마를 짐승이 있는 곳에 던지고, 모르지아나는 어떻게 해서든 그 꼬마를 지켜내는데 성공한다. 그리고 자신의 힘으로 노예 상인을 제압하고, 다른 피해자들도 구출해내는 데 성공한다. |                                                                                    |                  |
| 7 | 〈그 이름은 신드바드〉(その名はシンドバッド Sono Na wa Shindobaddo[*])             | 2012년 11월 18일 |
| 알라딘과 모르지아나는 함께 숲속을 걷던 중, 나체의 남자를 보게 되었다. 그는 자신의 소지품을 모두 강탈당했다. 알라딘과 모르지아나는 그를 따라 바르바드로 가게 되었고, 그곳에는 굶주린 가난한 백성들과 안개단이 존재했다. 그 안개단 중 알라딘이 그렇게 보고싶어 했던 알리바바가 있었고, 이후 그의 배신에 의해 알라딘은 충격에 빠진다. |                                                                                    |                  |
| 8 | 〈지킬 수 없는 약속〉(守れない約束 Mamorenai yakusoku[*])                          | 2012년 11월 25일 |
| 알라딘은 알리바바의 행동으로 인해 충격에 빠졌으며, 이를 본 모르지아나는 알리바바를 억지로 알라딘의 곁으로 가게 했다. 알리바바는 결국 자신이 왜 안개단에 있는지를 털어놓게 되었다. 그는 빈민가에서 살았으며 자신의 어릴 적 친구 카심이 있었는데, 알리바바는 상냥한 어머니를 둔 반면, 카심은 못되고 더러운 아버지를 두었다. 그로 인해서 카심과 카심의 여동생은 알리바바와 함께 살게 되었지만, 그의 어머니는 얼마 가지 못해 사망한다. 그 이후로 알리바바가 바르바드의 왕의 아들임이 밝혀지게 되었고, 알리바바는 그 빈민가를 떠나게 된다. 시간은 지나고 빈민가에서의 생활은 잊은 그였지만, 그는 성 밖으로 몰래 빠져나갔고 우연히 카심을 만나게 되었다. 하지만 카심은 이미 무언가 다른 음모를 꾸미고 있었으며, 바르바드의 왕은 죽을 날이 얼마 남지 않았고, 알리바바가 왕좌를 맡게 되었다. 그러나 카심에 의해 성은 공격을 받게 되고 그 죄책감으로 인해 바르바드를 떠났다고 한다. 그는 카심을 만난 것에 대해 후회하고 있었다.                  |                                                                                    |                  |
| 9 | 〈왕자의 책임〉(王子の責任 Ōji no Sekinin[*])                                      | 2012년 12월 2일  |
| 그는 자신의 있었던 일을 알라딘과 모르지아나에게 전부 털어놓았고, 알라딘은 그의 배신 행위를 용서했다. 그 순간 카심 일행이 들이닥쳤으며, 신드바드는 그들을 진정시켰으며 안개단들의 공격에 신드바드는 자신이 안개단의 힘이 되어주겠다고 제안을 했다. 알리바바는 굶주린 백성들의 고통을 덜어주고, 안개단들의 폭동을 막기 위해 자신이 직접 바르바드 왕 아부마드에게 항의를 하겠다고 약속했다. 그러는 중 알라딘과 모르지아나는 거대한 군중 속에서 알리바바를 기다리던 중 이상한 남자를 보게 되었고, 알라딘은 그에 대한 불길한 느낌을 느꼈다. |                                                                                    |                  |
| 10 | 〈그 이름은 쥬다르〉(その名はジュダル Sono Na wa Judaru[*])                        | 2012년 12월 9일  |
| 알리바바가 아부마드에게 항의를 몇번이고 해 보지만 무시당하고 오히려 좋지 못한 소리를 듣고 만다. 신드바드와 알리바바는 교섭 결렬에 실망한 사람들을 격려하는 도중 알라딘이 보았던 이상한 남자가 왔고, 그는 알라딘에게 폭력을 휘두르거나 알리바바를 조롱하는 등 나쁜 짓을 했다. 그것에 화가 난 알라딘은 알리바바는 하찮은 사람이 아니라며 쥬다르를 혼냈고, 쥬다르는 알라딘과 마법으로 승부할 것을 제안했다. 쥬다르는 결국 우고에 의해 심각한 상태가 되었고 목숨을 잃을 지경까지 가게 되었다. 하지만 우고의 상태도 좋지 못했고, 알라딘은 우고에게 그만하라고 몇번이고 소리쳤지만 소용이 없었다. |                                                                                    |                  |
| 11 | 〈새로운 방문객〉(新たなる来訪者 Arata naru Raihōsha[*])                           | 2012년 12월 16일 |
| 쥬다르가 공격 당한 것을 보게 된 황 제국의 연홍옥 일행은 우고를 공격해 소멸시켰고, 알라딘을 위협했다. 하지만 신드바드가 그 상황을 진정시켰고, 연홍옥 일행은 순순히 돌아갔다. 우고의 소멸에 절망에 빠진 알라딘은 자신의 힘을 피리에 희생시키다가 결국 기절하고 말고, 그런 상황에 아부마드의 동생 사부마드가 알리바바에게 자신의 형 아부마드를 막아달라고 부탁한다. |                                                                                    |                  |
| 12 | 〈결의와 결별〉(決意と決別 Ketsui to Ketsubetsu[*])                                | 2012년 12월 23일 |
| 아부마드의 계획은 황 제국의 공주와 결혼하고 바르바드 국민들을 노예로 파는 것이였다. 그 소리를 듣고 모두는 이 계획은 반드시 막아야 한다고 생각했다. 모두는 알리바바에게 이 사건을 해결해 줄 것을 기대했고, 신드바드도 알리바바에게 바르바드의 왕이 될 것을 권했다. 하지만 그는 왕이 되는 것에 대해서는 거절. 알리바바는 주위의 기대를 짊어질 수 없는 무력한 자신에 괴로워한다. "너는 용기 있는 사람이야." 그렇게 말해준 알라딘의 의식은 여전히 돌아오지 않는다. 알리바바는 혼자서 결의할 수 있을 것인가. |                                                                                    |                  |
| 13 | 〈반역의 왕자〉(反逆の王子 Hangyaku no Ōji[*])                                     | 2013년 1월 6일   |
| 힘을 손에 넣어야겠다고 마음먹은 알리바바는 신드바드를 찾아가고, 신드바드는 진의 사용법 중 하나인 '무기화 마장'의 요령을 가르쳐 준다. 카심이 움직이기 전에 결말을 낼 작정인 알리바바에게는 무기화 마장을 제대로 숙달할 시간이 없었기에, 불완전한 기술인 채로 홀로 왕궁으로 향한다. 나라를 지키고 카심을 막으려는 각오를 다진 알리바바의 앞을 황 제국의 미궁생물이 막아선다. 모르지아나도 각오를 정한 그를 돕기 위해 뒤를 쫓아, 바르바드 왕성 내의 전투가 벌어진다. |                                                                                    |                  |
| 14 | 〈알리바바의 대답〉(アリババの答え Aribaba no Kotae[*])                            | 2013년 1월 13일  |
| 모르지아나의 조력과 사부마드의 용기 있는 행동으로 알리바바는 아부마드와 마주한다. 이제 아부마드의 명령을 듣는 병사는 없고, 쿠데타는 성공했다. 그러나 그 곳에 소동을 듣고 궁전에 머물던 황 제국의 공주 홍옥이 등장한다. 바르바드의 국왕과 혼인해 국민의 인권을 담보로 한 조약을 맺기 위해 방문했다고 말하는 홍옥에게 알리바바가 답한다. |                                                                                    |                  |
| 15 | 〈카심의 대답〉(カシムの答え Kashimu no Kotae[*])                                  | 2013년 1월 20일  |
| 알리바바는 바르바드를 신분제가 없는 공화국으로 만들겠다는 답을 내어놓았다. 그것은 황 제국의 야욕과 카심의 무력행위를 막기 위해 알리바바가 찾아낸 최선의 대답이었다. 알리바바에게 답을 촉구하던 카심은, 알리바바의 대답을 듣고 자신 역시 답을 낸다. "왕정이 사라지더라도 왕족과 귀족의 죄는 사라지지 않는다. 그들은 쓰러트려야 할 대상이다." 하나로 합쳐질 가능성이 있던 알리바바와 카심은, 그리고 이 나라는 분열되고 운명이 역류하기 시작한다. |                                                                                    |                  |
| 16 | 〈솔로몬의 지혜〉(ソロモンの知恵 Soromon no Chie[*])                               | 2013년 1월 27일  |
| 어둠의 금속기의 힘은 카심을 검은 진으로 바꾸어버렸다. 자신과 사람들의 증오로 발생하는 검은 루프의 힘을 얻은 카심은 원한에 차 왕궁의 사람들을 공격한다. 절체절명의 상황에서도, 상처 입으면서도, 몇 번이고 다시 일어서는 알리바바. 그런 알리바바에게 친구, 알라딘이 다시 손을 내민다. |                                                                                    |                  |
| 17 | 〈미소〉(笑顔 Egao[*])                                                             | 2013년 2월 3일   |
| 알리바바는 검은 진의 뱃속으로 들어가게 되었고 안에 있던 카심에게 돌아갈 것을 설득했다. 처음에는 그는 알리바바의 설득을 거절하였지만 이후 그는 알리바바와의 대화로 인해 검은 진 상태에서 해방되고 흰 루프로 돌아가게 되었다. 그의 죽음에 알리바바는 슬퍼했고, 알라딘은 그런 그를 격려해준다. |                                                                                    |                  |
| 18 | 〈신드리아 왕국〉(シンドリア王国 Shindoria Ōkoku[*])                               | 2013년 2월 10일  |
| 알리바바는 죽은 국민들을 위해, 친구를 위해, 바르바드 재건에 심혈을 기울이지만, 바르바드의 이상을 감지한 황 제국이 대함대를 출진시킨다. 그 사태를 심상치 않은 것으로 판단한 신드바드는 알리바바를 강제적으로 바르바드에서 탈출시킨다. 뜻을 펴던 도중 나라를 떠나게 된 알리바바는 처음에는 좌절하지만, 신드바드의 사태 수습이 최선이었던 것으로 판단하고 마음을 추스린다. 그로부터 몇 개월 후, 신드바드의 왕국인 남해의 섬나라 '신드리아'에서 알라딘, 알리바바, 모르지아나 세 사람의 이야기가 전개된다. |                                                                                    |                  |
| 19 | 〈용의자의 이름은 신드바드〉(ホシの名はシンドバッド Hoshi no Na wa Shindobaddo[*]) | 2013년 2월 17일  |
| 신드리아에 식객으로 거주중인 알라딘과 알리바바는 신드바드에게 세계에 이변을 불러일으키는 조직 '알 사멘'에 대해 듣게 된다. 바르바드에서 뒷공작을 펼친 이 조직과의 싸움에 협력하기로 한 두 사람은 신드바드를 섬기는 '8인장'을 스승으로 모시고 전투 기술을 갈고 닦는다. 알라딘은 천재 마도사 '야무라이하'을, 알리바바는 검의 달인 '샤를르칸'을 스승으로 삼아 정진한다. 그런 평화로운 나날을 보내던 와중, 바르바드를 속국으로 삼은 황 제국의 4황자 '연 백룡'과 8공주 홍옥이 사절단으로 신드리아를 방문한다. |                                                                                    |                  |
| 20 | 〈왕자와 황자〉(王子と皇子 Ōji to Ōji[*])                                          | 2013년 2월 24일  |
| 황 제국의 연백룡은 자신이 신드리아를 방문한 진정한 목적을 신드바드에게 털어놓고 협력을 구한다. 그러나 신드바드는 대답을 재촉하는 백룡에게 매서운 시선을 던지면서 "이 이야기를 계속 하고 싶다면, 너는 좀 더 여러가지를 배워야 한다." 고 말한다. 그렇게 말한 신드바드는 알리바바와 함께 하며 그에게서 세상을 배우는 것을 권한다. 백룡과 대면하여 인사를 나누던 도중 알리바바는 바르바드에서 뱀에게 물린 상처에 통증을 느끼는데……. |                                                                                    |                  |
| 21 | 〈미궁 자간〉(迷宮ザガン Meikyū Zagan[*])                                          | 2013년 3월 3일   |
| 알리바바와 신드바드는 검은 루프에 몸이 잠식되는 '이스난'의 저주에 걸린다. 저주를 풀기 위해 알라딘, 알리바바, 모르지아나, 백룡은 트란 섬에 나타난 61번째 미궁 자간으로 향한다. 알리바바의 뇌리에는 백룡을 '증오해라. 죽여라.'는 목소리가 울려퍼지고, 알리바바는 그것이 이스난의 소행 때문인지 자신의 진정한 마음인지 혼란스러워한다. 각각의 불안을 안고 일행은 미궁 자간에 발을 들인다. |                                                                                    |                  |
| 22 | 〈불의 권속〉(炎の眷属 Honō no Kenzoku[*])                                         | 2013년 3월 10일  |
| 많은 것을 끌어안고 혼자서 싸우겠다고 말하며 괴로워하는 백룡을 본 알리바바는 그 모습에서 바르바드에서 혼자 어떡게든 해 보려 했던 자신의 모습을 본다. 백룡에 자신을 이입한 알리바바는 솔직한 감정을 내보이며 "너는 혼자가 아니야!"라며 백롱에게 호소한다. 그 말에 알리바바의 본질을 알게 된 백룡은 혼자가 아니라 함께 싸울 것을 결의한다. 마음의 벽을 허물고 하나가 되어 자간 공략에 임하는 네 명을 야무라이하의 마법으로 지켜보던 신드바드 일행의 곁에 뜻밖의 적이 나타난다. |                                                                                    |                  |
| 23 | 〈함성 소리〉(鬨の声 Toki no Koe[*])                                               | 2013년 3월 17일  |
| 동료를 구하겠다는 모르지아나의 강한 마음에 화염의 진 아몬이 답한다. 하지만 권속기를 발동시킨 모르지아나는 급격한 마고이의 소모로 인해 쓰러져버리고. 그런 상황에 망국 '무스타심'의 공주 '두니야'가 알 사멘의 구성원으로서 모습을 드러낸다. 두니야는 알리바바를 "국토를 유린당하게 해 나라를 멸망시킨 왕자"라고 매도한다. 그런 말을 하는 그녀는 카심과 같은 어둠의 금속기를 지니고 있었다. |                                                                                    |                  |
| 24 | 〈타전〉(堕転 Daten[*])                                                            | 2013년 3월 24일  |
| 마침내 어둠의 조직 알 사멘과 신드리아 왕국간 전쟁의 불씨가 당겨졌다. 공격해 오는 알 사멘에 맞서는 8인장을 지켜보던 신드바드는 묘한 위화감을 느낀다. 한편, 미궁 자간에서는 어둠의 금속기로 전신마장을 한 두니야에 알라딘 일행은 고전을 면치 못하는 상태였다. 거기에 더해 운명을 증오하라고 도발하는 이스난의 말에 알리바바는 동요하는데……. |                                                                                    |                  |
| 25 | 〈알리바바와 알라딘〉(アリババとアラジン Aribaba to Arajin[*])                     | 2013년 3월 31일  |
| 신드리아 왕국에 대한 공격은 양동작전이었고, 알 사멘의 진정한 목적은 알라딘과 알리바바를 노린 것이었다. 신드바드가 그것을 눈치챘지만, 때는 이미 늦어 알리바바가 어둠에 사로잡혀 타전해버린 뒤였다. "모든 것이 운명으로 정해져있다면……. 왜 그 정해진 운명을 따라야 하는 거지……?" 알리바바의 뇌리에 구하지 못한 이들이 떠오르고 알리바바는 그에 괴로워한다. 그런 알리바바에게 알라딘은 "운명은 꼭두각시가 되는 게 아냐. 그것을 뛰어넘음으로써 생명이, 세계가 앞으로 나아가는 거야." 라고 말하며 왕을 이끄는 마기로서, 친구로서 알리바바를 이끈다. 지금, 용기와 우정이 세계를 만든다. |                                                                                    |                  |

### 시즌 2
| 화수 | 부제                                                           | 방영일           |
| --- | -------------------------------------------------------------- | ---------------- |
| 1 (26) | 〈여행의 예감〉(旅立ちの予感 Tabidachi no Yokan[*])            | 2013년 10월 6일  |
| 자간을 공략한 알리바바 일행에게 성대한 연회를 열어준 신드바드는 알라딘에게 다른 마기들의 이야기를 꺼낸다. 알라딘은 지금까지의 여행과 암흑의 금속기로 고생하는 두니야를 보고 결심을 굳히는데... 백룡과 알리바바, 모르지아나도 또한 각자의 길을 생각하기 시작한다.              |                                                                |                  |
| 2 (27) | 〈여행을 떠나다〉(旅立ち Tabidachi[*])                         | 2013년 10월 13일 |
| 혼자서 매그노슈탓트에 가겠다는 알라딘의 말에 섭섭해진 알리바바는 괜히 검을 들고 툴툴댄다. 그런데 그때, 황의 홍옥 공주가 가볍게 대련을 하자며 알리바바 앞에서 마장을 하는데... 한편, 모르지아나는 마스루르로부터 고향, 암흑대륙 이야기를 듣게 된다.                            |                                                                |                  |
| 3 (28) | 〈출항〉(出航 Shukkō[*])                                       | 2013년 10월 20일 |
| 각자의 결심을 안고 배로 향하는 알라딘과 모르지아나, 백룡을 신드바드와 팔인장은 따뜻하게 배웅해준다. 그러나 모르지아나는 마지막까지 보이지 않는 알리바바의 모습에 섭섭함을 느끼는데...                                                                                         |                                                                |                  |
| 4 (29) | 〈해적〉(海賊 Kaizoku[*])                                      | 2013년 10월 27일 |
| 악티아 왕국이 보이기 시작할 무렵, 갑자기 나타난 해적들은 알라딘을 인질로 잡고 알리바바 일행을 위협한다. 모두 어린아이로 이루어진 이 기묘한 해적들은 마법 도구로 짐을 뺏고, 바닷속으로 모습을 감추는데...                                                                      |                                                                |                  |
| 5 (30) | 〈어머니〉(母 Haha[*])                                         | 2013년 11월 3일  |
| 알라딘을 구하기 위해 옴 마도라의 아지트로 찾아온 알리바바와 백룡, 모르지아나. 그러나 모성애로써 사람의 마음을 조종하는 옴 마도라의 공격 앞에서 알리바바 일행은 환상임을 알면서도 공격을 하지 못하는데...                                                                      |                                                                |                  |
| 6 (31) | 〈다정한 사람〉(優しい人 Yasashii Hito[*])                     | 2013년 11월 10일 |
| 옴 마도라의 마법 때문에 마장을 하고 알리바바 일행에게 덤비는 백룡. 원래는 금속기도 베어버리는 아몬의 검이지만 마고이 조작 때문에 백룡의 창은 베어지지 않는데... |                                                                |                  |
| 7 (32) | 〈연홍패 등장〉(練紅覇登場 Ren Kōha Tōjō[*])                   | 2013년 11월 17일 |
| 같이 지내는 마지막 밤을 보낸 알리바바 일행은 아쉬운 작별 인사를 나누고 각자의 목표를 향해 길을 떠난다. 알라딘은 매그노슈탓트로 가던 길목에서 우연히 황제국의 황자, 연홍패의 마차에 동승하게 되는데...                                                                         |                                                                |                  |
| 8 (33) | 〈특훈의 나날〉(特訓の日々 Tokkun no Hibi[*])                  | 2013년 11월 24일 |
| 매그노슈탓트 마법학교에서 마법 시험을 본 알라딘은 제일 낮은 등급인 코도르 6을 받게 된다. 그리고 알라딘에게 기다리고 있는 것은 마법의 세계가 아니라 무시무시한 체력단련의 지옥이었는데...                                                                                      |                                                                |                  |
| 9 (34) | 〈뢰엠 제국〉(レーム帝国 Rēmu Teikoku[*])                      | 2013년 12월 1일  |
| 마고이 제어를 위해 뢰엠으로 무사수행을 떠난 알리바바. 그러나 중간에 해적을 만나 빈털터리가 되는 바람에 양성소에 들어가기는커녕 길바닥에서 힘없이 쓰려져 있었다. 그런데 그때, 알리바바에게 어딘가 낯익은 그림자 셋이 다가오는데...                                             |                                                                |                  |
| 10 (35) | 〈최고 사제〉(最高司祭 Saikō Shisai[*])                        | 2013년 12월 8일  |
| 치료비를 벌리는 구실로 콜로세움의 검투사 시합에 알리바바를 내보낸 샨바르. 알리바바는 아몬의 검도 쓰지 못한 채 괴물 원숭이와 싸우게 되는데... |                                                                |                  |
| 11 (36) | 〈대협곡〉(大峡谷 Dai Kyōkoku[*])                              | 2013년 12월 15일 |
| 자신의 뿌리를 알고자 암흑대륙으로 향하기로 한 모르지아나는 카타르고에 도착한다. 그러나 모르지아나의 고향, 카타르고에는 파나리스가 한 명도 남아있지 않았는데... 한편, 매그노슈탓트에 협상을 하러 왔던 홍패는 황제국의 소식을 듣고 급히 귀환한다.                               |                                                                |                  |
| 12 (37) | 〈새 황제〉(新たなる皇帝 Aratanaru Kōtei[*])                   | 2013년 12월 22일 |
| 황제의 붕어소식에 황위 계승권을 가진 황족이 궁으로 집결하게 된다. 아직 황제의 유언을 듣진 못했지만 홍염이 차기 황제가 될 것이라는 의견이 대부분이었는데... |                                                                |                  |
| 13 (38) | 〈티토스 알렉키우스〉(ティトス・アレキウス Titosu Arekiusu[*]) | 2014년 1월 5일   |
| 당당하게 코도르1을 받고 2학년으로 진급하게 된 알라딘은 새로운 만남을 맞이한다. 그것은 바로 다량의 루프들에게 둘러싸여 있는 뢰엠 제국 출신 천재 마법사 티토스였는데... 매그노슈탓트의 학장 모가메트의 눈에 띈 알라딘과 티토스는 모든 사람이 보는 앞에서 마법 대결을 하게 된다. |                                                                |                  |
| 14 (39) | 〈감춰진 사람들〉(隠された民 Kakusare Ta Min[*])               | 2014년 1월 12일  |
| 국민 등급별로 철저하게 출입 구역이 정해져 있는 매그노슈탓트. 알라딘과 티토스, 스핀토스는 2등급 자격을 받자마자 학원 밖으로 나가 마을을 둘러보기 시작한다. 그러나 어디에도 5등 허가구에 갈 수 있는 통로는 없었는데...                                                          |                                                                |                  |
| 15 (40) | 〈마도사의 나라〉(魔導士の国 Madōshi no Kuni[*])               | 2014년 1월 19일  |
| 출입이 제한된 5등 허가구에 들어갔다가 그곳을 관리하는 마도사들에게 들켜버린 알라딘 일행. 국법을 위반한 사람에게는 정당한 벌이 내려져야 하지만 학원장, 모가메트는 알라딘을 용서하고 그를 사상교육에 부르게 되는데...                                                           |                                                                |                  |
| 16 (41) | 〈남은 목숨〉(残された命 Nokosareta Inochi[*])                 | 2014년 1월 26일  |
| 사상교육을 마치고 다시 방문하게 된 5등 허가구. 그곳에서 모가메트는 티토스가 원하는 대로 마르가를 지상으로 내보내주는데... 한편, 알라딘은 루프 수업에서 매그노슈탓트와 알 사멘이 연결되어 있다는 확증을 발견하게 된다.                                                         |                                                                |                  |
| 17 (42) | 〈선전포고〉(宣戦布告 Sensen Fukoku[*])                        | 2014년 1월 26일  |
| 얼마 남지 않은 목숨, 그러나 지상에서 더 삶을 누리고 싶었던 티토스는 한밤중에 모가메트를 찾아간다. 그러나 이를 알아챈 세헤라자드는 티토스의 몸을 빌려 티토스를 뢰엠에 돌려달라고 말하는데... 모가메트는 세헤라자드의 위협에도 아랑곳하지 않고 뢰엠 제국에 맞서겠다고 말한다.   |                                                                |                  |
| 18 (43) | 〈뢰엠의 위협〉(レームの脅威 Rēmu no Kyōi[*])                  | 2014년 2월 2일   |
| 경고를 무시한 매그노슈탓트를 향해 침공을 시작한 뢰엠 제국. 비교가 되지 않는 숫자로 밀어붙이는 뢰엠 제국에 대항해 매그노슈탓트의 마도사들도 자신의 몸을 바쳐 마도사들의 나라를 지키는데...                                                                                     |                                                                |                  |
| 19 (44) | 〈진정한 마기〉(本物のマギ Honmono no Magi[*])                 | 2014년 2월 9일   |
| 뢰엠의 파나리스 병사들은 인간이라곤 볼 수 없는 스피드와 힘으로 매그노슈탓트의 마도사들을 제압해 나간다. 그리고 드디어 제2 방어벽 바로 앞에 서게 되는데... 이에 알라딘은 지금까지 봉인해왔던 마기의 힘을 해방한다.                                                             |                                                                |                  |
| 20 (45) | 〈재회〉(再会 Saikai[*])                                       | 2014년 2월 23일  |
| 뢰엠 제국의 최대 위협은 마기인 알라딘이라고 판단한 무는 최후의 수단으로 남겨놓은 마장을 쓴다. 온 몸이 모든 것을 꿰뚫는 검으로 변한 무는 한번에 수도까지 가는 공격을 가하는데... 이때, 알라딘의 위기를 직감한 어떤 남자가 달려온다.                                            |                                                                |                  |
| 21 (46) | 〈왕의 그릇〉(王の器 Ō no Utsuwa[*])                           | 2014년 3월 2일   |
| 알라딘의 의지를 알게 된 세헤라자드는 전쟁을 끝내려고 한다. 그런데 그때, 황제국의 대군이 매그노슈탓트로 침공해 오는데... 마도사의 나라를 지키기 위해, 모가메트는 지하로 내려가 마지막 수단을 사용한다.                                                                         |                                                                |                  |
| 22 (47) | 〈지키고 싶은 것〉(守りたいもの Mamoritai Mono[*])             | 2014년 3월 9일   |
| 홍패의 대군 뒤에 나타난 홍염을 보고 알리바바는 동요하지 않은 듯 허세를 부린다. 한편, 티토스는 자신에게 남아있는 마지막 시간과 힘을 짜내어 소중한 사람들을 지키고자 결심한다. 그리고 마르가와 함께 내려간 5등 허가구 지하에서 모가메트와 대치하게 되는데.                      |                                                                |                  |
| 23 (48) | 〈마장 전사들〉(魔装戦士たち Masō Senshi-tachi[*])             | 2014년 3월 16일  |
| 세계 자체를 멸망시킬 수 있는 암흑점을 없애기 위해 알라딘은 홍염에게 도움을 요청한다. 홍염은 알라딘이 말하는 또 다른 세계, 알마트란의 이야기를 듣고 지식욕이 솟구치는 걸 느낀다. 그리고는 황제국의 모든 금속기 사용자들을 불러 모으는데...                                     |                                                                |                  |
| 24 (49) | 〈멸망의 때〉(滅亡の時 Metsubō no Toki[*])                     | 2014년 3월 23일  |
| 황제국의 금속기 사용자들과 알리바바는 필사적으로 암흑점의 강림을 막으려 한다. 그러나 이 세상의 모든 것으로부터 루프를 빼앗는 ‘악의 화신’은 오히려 강대해질 뿐이었는데... 그때, 하늘에서 또 다른 지원군이 찾아온다.                                                            |                                                                |                  |
| 25 (50) | 〈어서와〉(おかえりなさい Okaerinasai[*])                      | 2014년 3월 30일  |
| 세헤라자드의 희생으로 뢰엠, 황, 칠해연합의 금속기 사용자들은 일제히 극대마법을 암흑점의 ‘그릇’에 퍼붓는다. 그리고 알라딘은 ‘그릇’ 안에서 빛나고 있는 하얀 루프의 정체를 알아차리고 마는데...                                                                                  |                                                                |                  |

## 같이 보기
- 마기의 등장인물 목록